# Pkg-config
pkg-config는 소스 코드로부터 소프트웨어를 컴파일할 목적으로 설치된 라이브러리를 조회하기 위해 통일된 인터페이스를 제공하는 컴퓨터 소프트웨어이다. pkg-config는 원래 리눅스용으로 설계되었으나 현재는 다양한 계열의 BSD, 마이크로소프트 윈도우, OS X, 솔라리스에서도 이용할 수 있다.
설치된 라이브러리에 대해 다양한 정보를 출력한다. 이 정보는 다음을 포함한다:
- C, C++ 컴파일러를 위한 매개변수
- 링커를 위한 매개변수
- 패키지 버전

최초의 구현은 셸로 작성되었으며, 나중에 GLib 라이브러리를 이용하여 C로 재작성되었다.

## 개요
라이브러리가 설치될 때(RPM, deb 등을 통한 자동 설치 또는 소스로부터 직접 컴파일) .pc 파일이 포함되어 있어야 한다.
libpng에 대한 .pc 파일의 예는 다음과 같다:
```
prefix
=
/usr/local

exec_prefix
=
${
prefix
}

libdir
=
${
exec_prefix
}
/lib

includedir
=
${
exec_prefix
}
/include

Name
:
 
libpng

Description
:
 
Loads
 
and
 
saves
 
PNG
 
files

Version
:
 
1.2.8

Libs
:
 
-L
${
libdir
}
 
-lpng12
 
-lz

Cflags
:
 
-I
${
includedir
}
/libpng12

```

컴파일을 하는 동안 pkg-config의 사용 예는 다음과 같다.
```
$ 
gcc
 
-o
 
test
 
test.c
 
$(
pkg-config
 
--libs
 
--cflags
 
libpng
)

```